# Philip Arthur Barker
Pour les articles homonymes, voir Barker.
Philip Arthur Barker (22 août 1920 - 8 janvier 2001) était un archéologue britannique qui s'est distingué surtout pour ses travaux sur les méthodes d'excavation.
Il quitte le système scolaire sans qualification pour s'engager dans la Royal Air Force pendant la Seconde Guerre mondiale. Puis il suit une formation d'enseignant. Il s'intéresse bientôt à l'archéologie et s'engage dans la voie universitaire à l'Université de Birmingham. Il sera durant de nombreuses années archéologue officiel de la Cathédrale de Worcester. 
Dans les années 1970 et 80, il œuvre pour la création du « Rescue » une société archéologie britannique et de l'Institut des archéologues de terrain (Institute of Field Archaeologists). Il dirigea les fouilles sur les sites de Wroxeter et de Hen Domen.
Il est l'auteur d'un manuel complet d'archéologie de terrain : Techniques of Archaeological Excavation paru en 1977, toujours réédité.

## Source
- (en) Cet article est partiellement ou en totalité issu de l’article de Wikipédia en anglais intitulé « Philip Barker » (voir la liste des auteurs).